# عامل نفوذی (مینی‌سریال)
عامل نفوذی (انگلیسی: The Trojan Horse) یک مینی‌سریال درام سیاسی است که در سال ۲۰۰۸ میلادی از شبکهٔ سی‌بی‌سی تله‌ویژن پخش شد.

## بازیگران
- پل گراس
- گرتا اسکاکی
- ریک کازنت
- تام اسکریت
- مارتا برنز
- کلارک جانسون
- سال روبینک
- ریچل کرفرد
- کنت ولش
- استیون مک‌هتی